# Indesit
Indesit Company S.p.A. é uma empresa italiana, com sede legal em Fabriano, sendo um dos principais produtores de eletrodomésticos na Europa.

## História
Criada em 1975 após o spin-off da Merloni, a empresa é denominada Merloni Elettrodomestici SpA, e Vittorio Merloni torna-se o seu presidente.
Na década de 1980, com o lançamento de outras empresas italianas a outros grupos estrangeiros de eletrodomésticos, a Merloni Household tornou-se a primeira produtora nacional do setor. A partir de 1981 a empresa passou por um período de crise, que terminou em 1984, quando Vittorio Merloni, tendo deixado a presidência da Confindustria, a voltou a dirigir. Os lucros e as receitas da empresa cresceram, e isso levou a família Merloni, em 1986, a decidir pela entrada no mercado de ações.
Em 1987 a Merloni Elettrodomestici, já cotada na bolsa, adquire a Indesit, que até aquele momento era a sua grande rival no mercado italiano, dotada no entanto, de uma certa presença internacional, e 33% da  Philco Itália.
Em 1988 Merloni, sob as marcas Ariston e Indesit, teve um volume de negócios de 1.059 bilhões de dólares, tendo-se tornado a quarta produtora europeia de eletrodomésticos. No ano seguinte adquire e absorve a empresa francesa Scholtès.
Em 1990 a Merloni investiu capital na Marcegaglia, o seu fornecedor de tubos de aço, tendo-se tornado detentora de 7% das ações. No mesmo ano a Companhia possuía aproximadamente 6000 colaboradores em vários estabelecimentos, incluindo França, Portugal e Rússia.
Em 1994 a Merloni teve um faturamento de 1,920 milhões de liras, com uma quota de mercado de 10% na Europa. No ano seguinte deteve mais de um terço do capital da Star SpA (Società Trevigiana Apparecchi Riscaldamento). Esta empresa italiana, produtora de exaustores, é totalmente adquirida em 2002, e a fusão com a Companhia dá-se em 2003.
Em 1999, através da Fineldo, a holding da família Merloni, adquiriu a Panini, fabricante de autocolantes.
Em 2000, assume a totalidade do capital da Philco e adquiriu a Stinol, o primeiro produtor Russo de eletrodomésticos.
Em 2002, entrou na indústria eletrónica com a compra da Sinudyne.
Em Fevereiro de 2005, a Merloni Elettrodomestici passa a chamar-se Indesit Company: a Indesit é a marca do Grupo mais conhecida fora de Itália.
No início de 2007, a Indesit Company apresentou a nova brand arquitecture do Grupo: a marca Hotpoint é ligada à Ariston, dando origem à Hotpoint-Ariston.
Andrea Merloni, em 2010, sucede a seu pai Vittorio na liderança da Companhia como o novo presidente.
A 9 de Junho, a empresa anuncia um investimento de 120 milhões de euros pelo período de 3 anos, de 2010 a 2012, para consolidar a sua presença em Itália e, simultaneamente, o encerramento de duas fábricas Brembate (Bergamo) e Refrontolo (Treviso).
Em julho de 2014, a Whirlpool compra 60% da holding Indesit, o que marca a saída da família Merloni, fundadora da Indesit - uma das dinastias industriais mais proeminentes da Itália - em consequência das vendas terem caído durante a crise da zona do euro e uma profunda recessão na Itália.

## Os números
A Indesit registou vendas de € 2,6 bilhões em 2009. A Indesit Company possui 16 fábricas, sendo oito em Itália (Fabriano - Albacina e Melano, Brembate, Carinaro, Comunanza, None, Refrontolo e Teverola) e oito no exterior (Itália, Polónia, Reino Unido, Rússia, Turquia).